# Felodipina
La felodipina es un compuesto que pertenece al grupo de las dihidropiridinas. En farmacología, la felodipina es un medicamento que actúa como un bloqueador de los canales de calcio de acción duradera usado en medicina como antihipertensivo. Es una dihidropiridina con efectos muy similares al de la nifedipina y la amlodipina con cierta mayor especificidad vascular.

## Acción y mecanismo
Actúa como vasodilatador de las arteriolas periféricas, reduciendo la resistencia vascular periférica y, con ello, la presión sanguínea y el consumo cardíaco de oxígeno.[cita requerida]

## Contraindicaciones
La felodipina está contraindicado en el embarazo, la hipersensibilidad conocida a la felodipina o a otro componente del producto, la insuficiencia cardíaca descompensada, durante un infarto agudo de miocardio y en la angina de pecho inestable. A pesar de que los bloqueantes de los canales de calcio de primera generación tienen efectos agravantes para pacientes con insuficiencia cardíaca, la felodipina y otros más recientes parecen no tener efectos en la mortalidad o morbilidad en estos pacientes.

## Interacciones
Ciertos descubrimientos recientes sugieren que la felodipina, en combinación con jugo de pomelo puede causar efectos tóxicos atípicos. La administración oral de felodipina se metaboliza inicialmente en el tracto gastrointestinal y el hígado por la enzima CYP3A4. A su vez, el jugo de pomelo parece tener un efecto inhibidor sobre esa enzima citocromo P450. Como resultado de la biodisponibilidad del medicamento y al aumento del área bajo la curva, se incrementan los riesgos de efectos secundarios atípicos. Por lo tanto, se recomienda que se tomen precauciones especiales al combinar la felodipina con el jugo de pomelo.

## Síntesis
Partiendo de un sustrato quiral, como el (R)-Glycidol y mediante transformación de grupos funcionales e incorporación de nuevos esqueletos carbonados se llega a la etapa clave consistente en una reacción de Hans.